# 정화된 밤

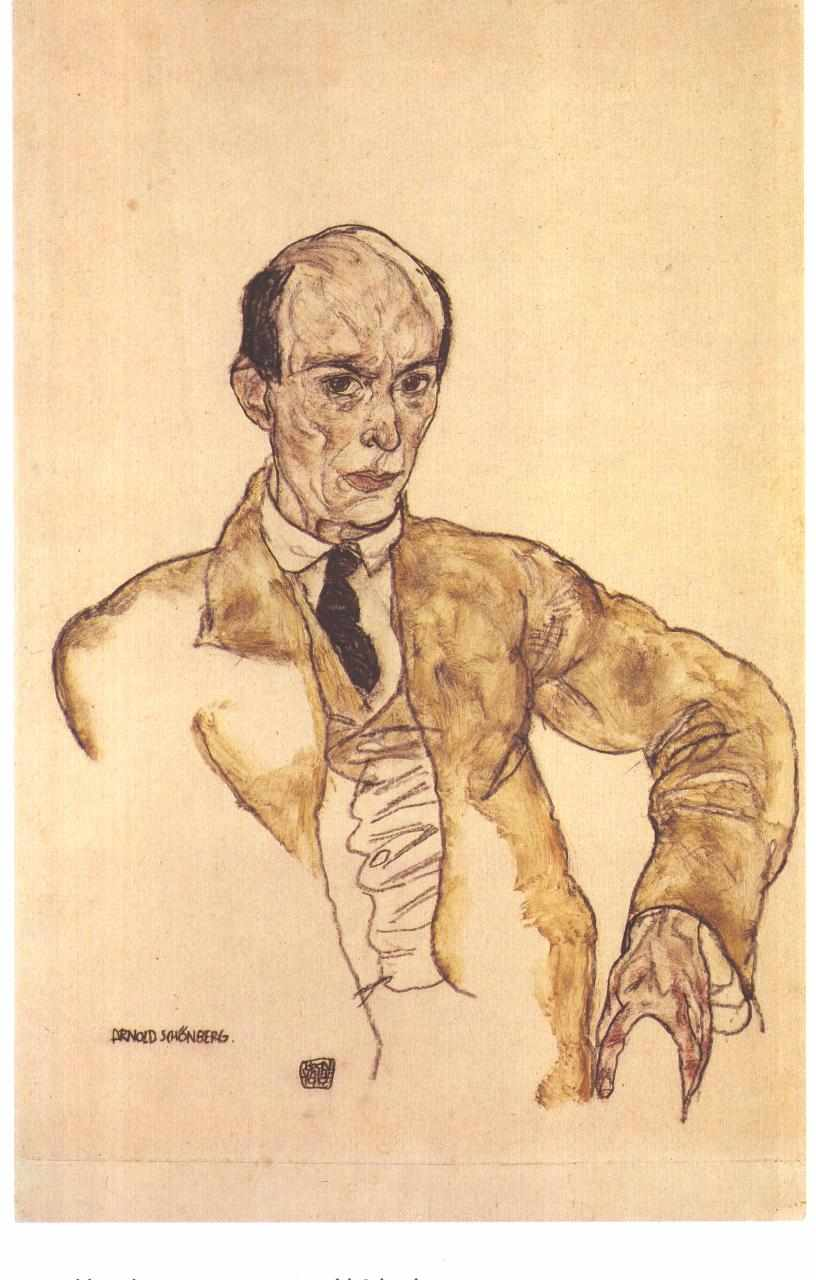
1917년, 에곤 실레가 그린 쇤베르크

《정화된 밤 작품번호 4》(독일어: Verklärte Nacht)은 오스트리아의 작곡가 아르놀트 쇤베르크가 1899년 작곡한 현악 6중주곡이다. 후에 현악 합주 용으로 편곡되기도 했다. 쇤베르크의 초기작으로서, 후기 낭만주의 성향이 더 많이 나타나는 곡이다.

## 시
'정화된 밤'은 독일의 시인 리하르트 데멜이 쓴 같은 이름의 시에서 영감을 얻어서 쓰여졌다. 내용은 다음과 같다.

두 사람이 헐벗고, 추운 숲을 걸어가고 있었다;

달은 그들을 따라가며 비춘다.

높은 떡갈나무 사이로,

구름 한점도 없는 하늘 위에,

검고 뾰족한 끝이 달을 찌른다.

여자가 말한다:

"나는 애를 배었어요, 당신 아이가 아닌.

나는 당신에게 죄를 지었어요.

나는 내 죄에 고통스러워해왔어요.

나는 행복해할 수 없어요.

하지만 그럼에도 나는 갈망했어요

삶의 풍요로움과, 어머니의 기쁨

그리고 의무를; 그래서 나는 죄를 저질렀어요,

그리고 이제 나는 떨면서 고백하고 있어요, 내 불륜을

낯선 이에게 안겨,

환희를 맛보았어요.

이 용서받지 못할 삶,

이제 당신을 찾아왔어요, 찾아왔어요."

그녀는 걷는다, 비틀거리며.

그녀는 하늘을 바라본다; 달은 계속 따라온다.

빛은 그녀의 어두운 시선을 비춘다.

남자가 말한다:

"당신이 품은 아이를

영혼의 짐으로 삼지 마오.

봐요, 이 우주가 얼마나 밝게 빛나는지!

저 광채가 모두에게서 사라지고,

당신과 내가 차가운 바다를 항해하고 있다 할지라도,

우리의 마음을 뜨겁게 타오르게 할 거요

당신이 나를, 내가 당신을.

이 열기가 그 낯선 이의 아이를 정화(Transfigure)시킬 거요,

그리고 당신이 그 아이를 낳고, 내가 그 아이를 기를 거요.

당신은 나에게 빛을 주었소,

당신은 나에게 아이를 주었소."

그는 그녀의 엉덩이에 팔을 감싸안는다.

그들의 숨결이 공중에서 섞여들어간다.

두 사람은 높고, 밝은 밤을 걸어가고 있다.

## 음악
쇤베르크는 25세였던 1899년, 졸업 작품으로 이 곡을 작곡했다. 당시는 쇤베르크가 아직 무조주의를 받아들이지 않았던 때이기 때문에, 후기 낭만주의적이고 반음계적인 특징이 더 많이 나타난다.
곡은 단악장 형식인데, 크게 다섯 부분으로 구성되어있다.이는 원 시의 다섯 연을 상징한다. 실제 곡은 시의 내용을 그대로 따라가며 작곡되어있다. 때문에 이 곡은 현악 합주로 이루어진 최초의 표제 음악이다.
원곡은 바이올린 2대, 비올라 2대, 첼로 2대로 편성되어 있다. 1917년 쇤베르크는 이를 현악 합주를 위한 버전으로 편곡하고, 1943년 개정했다.
이 곡은 1902년 3월 18일 빈에서 초연됐다.